# Tasmanian International 2001
Il Tasmanian International 2001 è stato un torneo di tennis giocato sul cemento. 
È stata l'8ª edizione del torneo, che fa parte della categoria Tier IV nell'ambito del WTA Tour 2001.
Si è giocato al Hobart International Tennis Centre di Hobart in Australia, dal 7 al 13 gennaio 2001.

## Campionesse

### Singolare
Rita Grande ha battuto in finale  Jennifer Hopkins con il punteggio di 0–6, 6–3, 6–3

### Doppio
Cara Black /  Elena Lichovceva hanno battuto in finale  Ruxandra Dragomir /  Virginia Ruano Pascual con il punteggio di 6–4, 6–1